# Bibimbap
Bibimbap, 비빔밥 [pibimp͈ap̚] ist ein beliebtes koreanisches Gericht, das mit Reis und verschiedenen Gemüsesorten, etwas Rindfleisch oder Tofu, einem rohen oder gebratenen Ei und Gochujang (einer Chilipaste) zubereitet wird. Als klassisches Resteessen gibt es kaum Einschränkungen bei der Wahl der Zutaten und unzählige Variationen. In Korea übliche Gemüsesorten sind zum Beispiel Spinat, Bohnensprossen, Gurke, Straußenfarn, Rettich und Shiitake-Pilze.
Der Name 비빔밥 bibimbap ist ein zusammengesetztes Nomen aus 비비다 bibida, deutsch ‚mischen, umrühren‘ und 밥 bap, deutsch ‚Reis‘, was so viel heißt wie „umgerührter Reis“. Es wird noch ungemischt serviert und vor dem Essen umgerührt. Gegessen wird mit Löffel. Dazu werden eine leichte Suppe und oft auch weitere Beilagen gereicht, die mit Stäbchen gegessen werden.
Je nach Region gibt es unterschiedliche Rezepte und Zutaten. Bibimbap aus Jeonju gilt als Spezialität, gegessen wird es aber auf der gesamten koreanischen Halbinsel.

Verschiedene Bibimbap-Gerichte
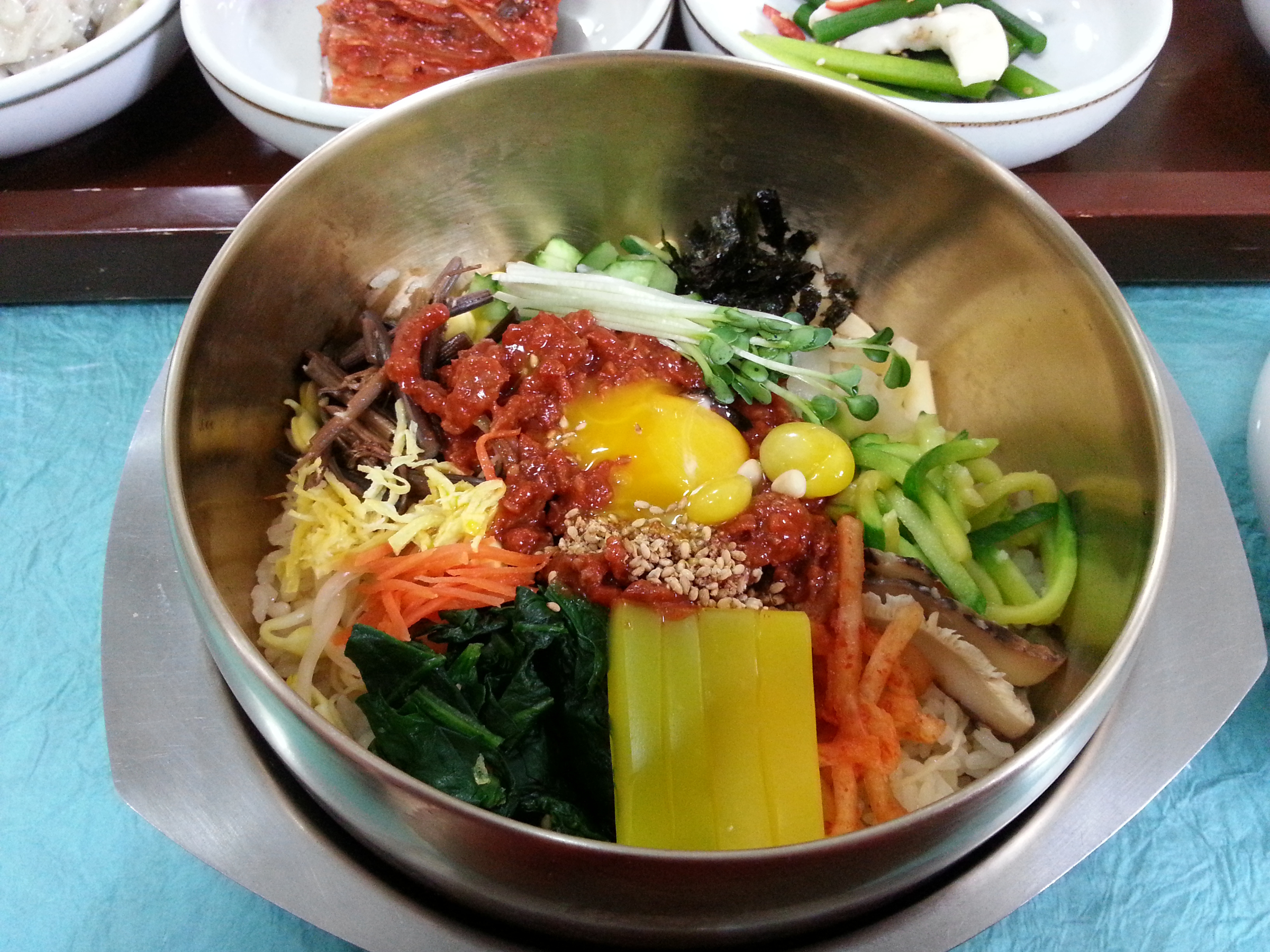
Jeonju-Bibimpab, Südkorea 2013
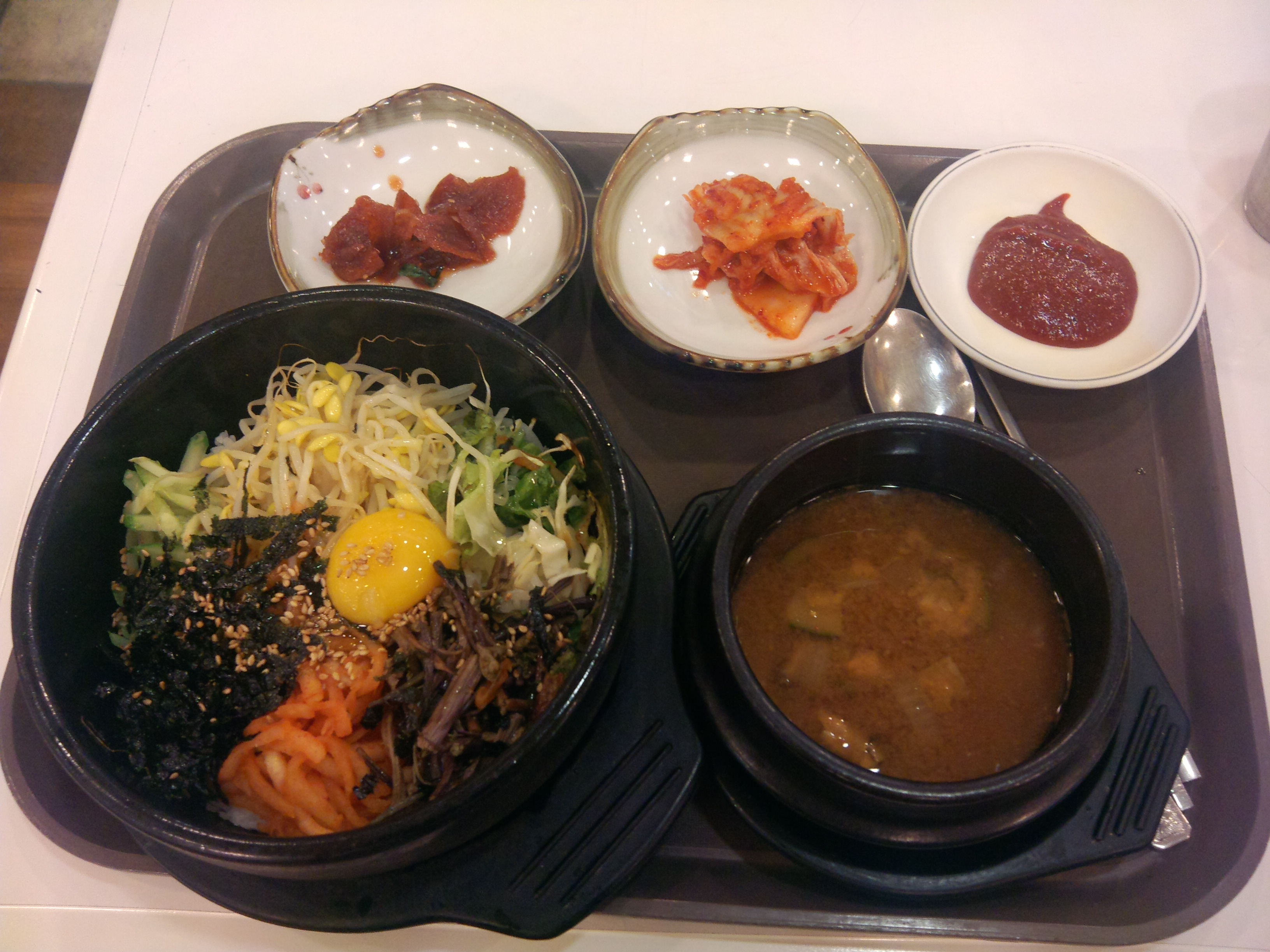
Menü mit Suppe, Ansan 2013
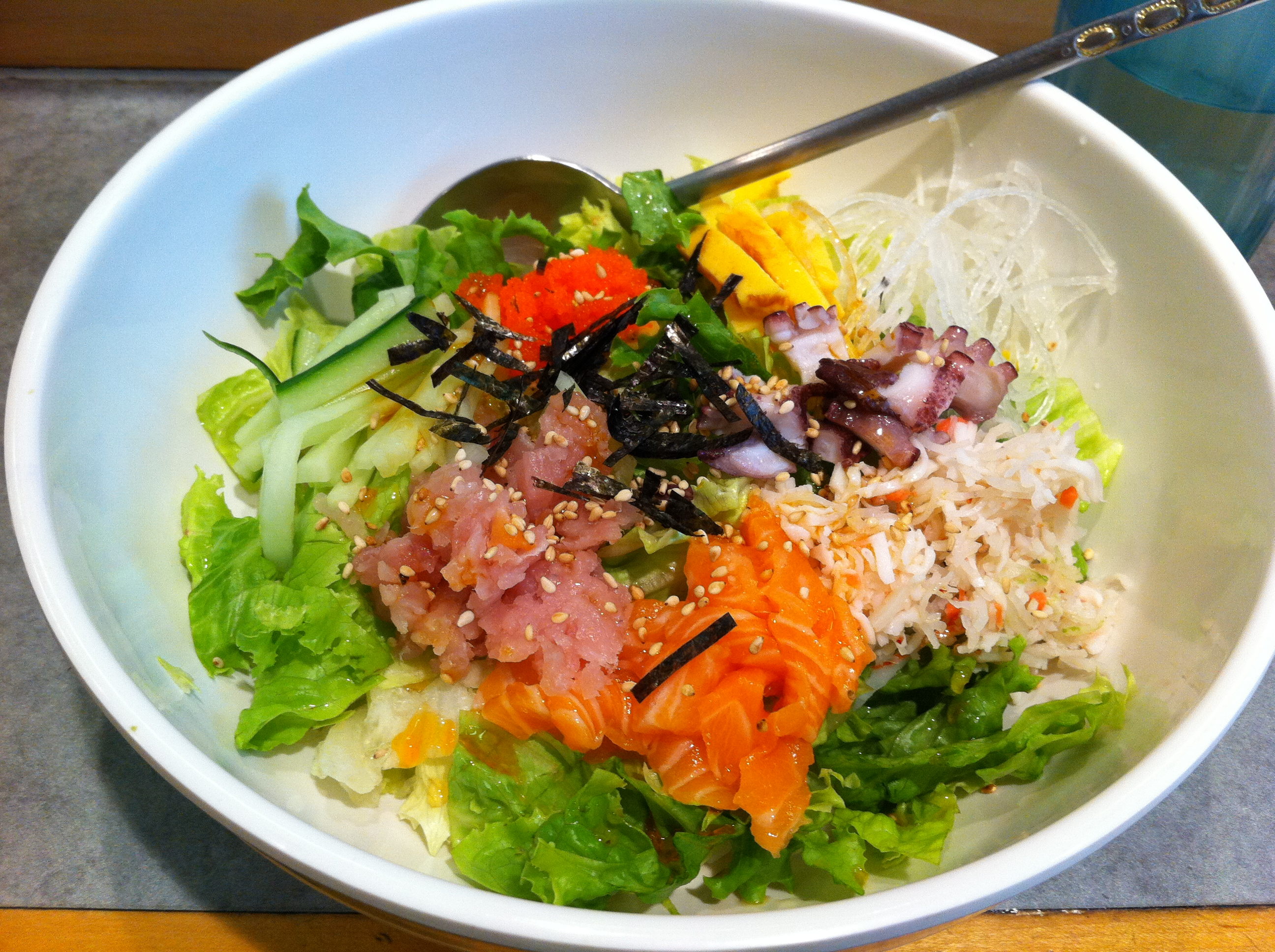
Meeresfrüchte-Bibimbap, Vancouver 2011
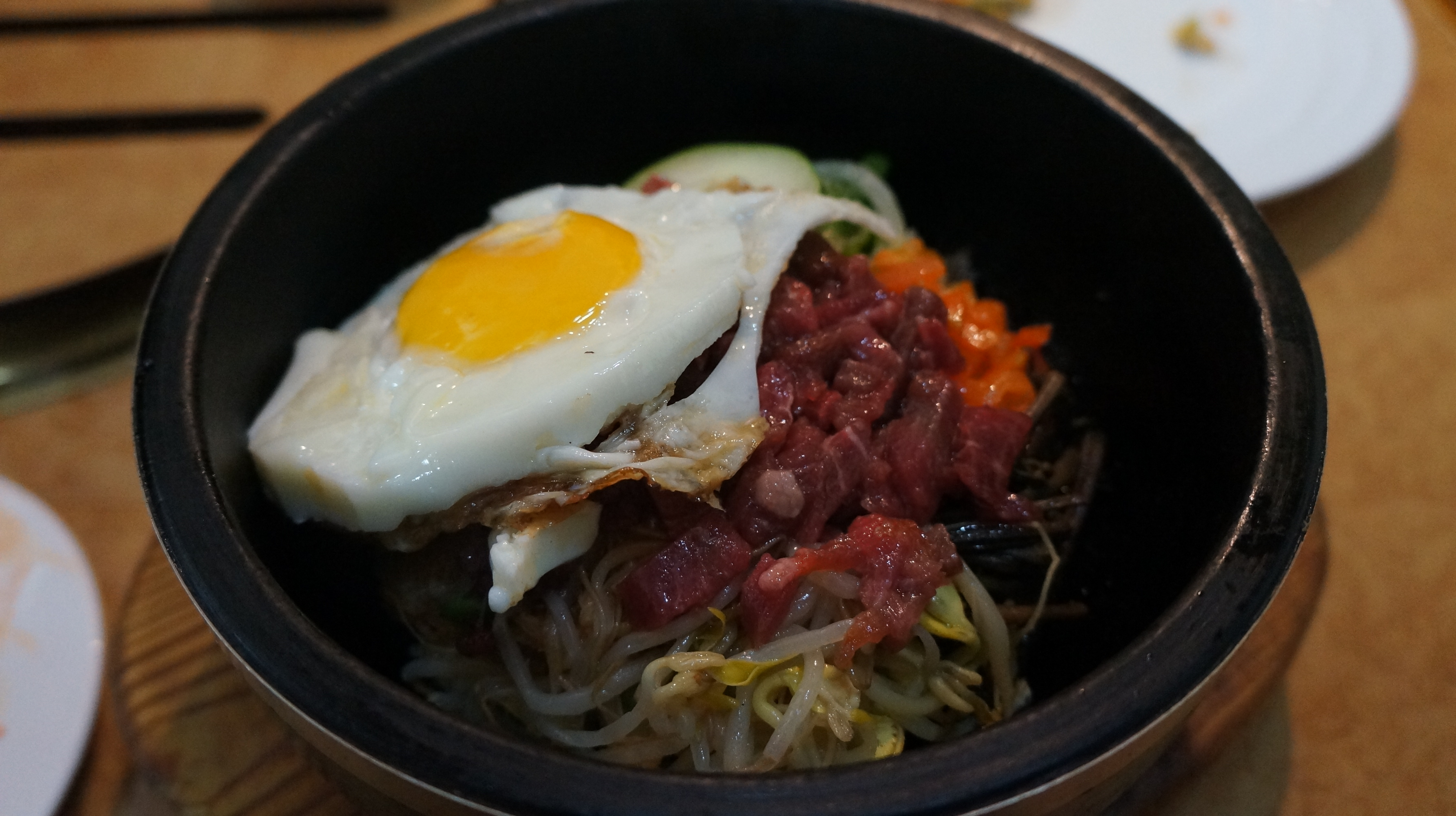
Nordkoreanisches Bibimbap, Pjöngjang 2014

Eine Variante ist das Dolsot-Bibimbap (돌솥 비빔밥 ‚Steintopf-Bibimbap‘). Dessen Zubereitung unterscheidet sich nicht wesentlich von normalem Bibimbap, es wird aber in einem heißen Steintopf serviert. Dadurch wird die Speise noch während des Essens weiter erhitzt und gebraten. Da der Dolsot noch über Minuten sehr heiß ist, bildet der Reis darauf zudem eine knusprige Schicht und das roh über den Bibimbap geschlagene Ei stockt am Tisch noch während des Umrührens.

## Anmerkung
1. ↑  Das Gericht Bibimbap ist in Südkorea auch allgemein als gyoban (Hangeul 교반, Hanja 攪飯) bekannt. In älteren historischen Texten war Bibimbap als hondonban (Hangeul 혼돈반, Hanja 混沌飯) oder goldongban (Hangeul 골동반, Hanja 骨董飯, alternativ 汨董飯) bekannt.